# Gabriela Román
Gabriela Román Fuentes (Cuernavaca, Morelos; 10 de octubre de 1986) es una dramaturga, traductora, directora escénica y actriz mexicana. Estudió la licenciatura en Literatura Dramática y Teatro en la UNAM. Es fundadora y directora artística de la compañía Teatro Ariles. Sus obras se han presentado y editado en México, España, Argentina, Estados Unidos y Malawi; traducidas al inglés y al portugués.

## Obra
- Coctel Molotov, Textos de la Capilla, 2013.[4]
- Segundo Premio Independiente de Joven Dramaturgia, 2014.
- En la orilla. Dos obras de teatro para niños, Instituto Mexiquense de Cultura, 2014.
- Teatro sin Paredes, 2015.
- Misterios, Cósmica, Madrid, ASSITEJ-España, 2015.

## Reconocimientos
- Premio Concurso Nacional Obras para Público Joven Teatro la Capilla, 2013.[4]
- II Premio Independiente de Joven Dramaturgia TSP, 2014.
- Becaria de Jóvenes Creadores del Fondo Nacional para la Cultura y las Artes en el área de dramaturgia, 2014-2015 y 2016-2017.
- Programa de Estímulo a la Creación y al Desarrollo Artístico, 2016.
- Programa de Residencias Artísticas Específicas por el Lark Play Development Center, 2018-2019.
- Premio Nacional Manuel Herrera de Dramaturgia por Playa paraíso, 2019[5]